# 希尔万山区经济区
希尔万山区经济区，阿塞拜疆共和国的14个经济区之一，包括阿赫苏区、伊斯梅尔雷区、戈布斯坦区、沙马基区四个区。